# Keijutsukai aikido
Keijutsukai aikido (警 術 会合 気 道), škola japanske borilačke vještine aikido. 

## Povijest
Keijutsukai aikido je sustav borilačkih vještina koje edukuje Keijutsukai Kokusai Renmei (Međunarodna Keijutsukai federacija) an independent aikido federation based in Tokyo, Japan., neovisna aikido federacija sa sjedištem u Tokiju, u Japanu. Školu je osnovao Thomas H. Makiyama u veljači 1980. godine. Keijutsukai aikidu je 1999. godine odobreno od Japanskog Temple Sveučilišta uključivanje u nastavni plan i program kontinuiranog obrazovanja.

## Odlike škole
Keijutsukai aikido i Keijutsu (specijalizirana metoda obrambene taktike policije), ističu racionalne i praktične pristupe, uključujući načelo kompatibilnosti; Kružna kretanja i pravilna operativna udaljenost. Pokreti i tehnike uče se prirodnom toku bez sile. Koncepti pravilne udaljenosti i kružna kretanja jednaka su kao i u ostalim školama aikida. 

## Vanjske poveznice
- Yuishinkai aikido